# 清家政和
清家 政和（せいけ まさかず、1959年10月7日 - ）は、福岡県北九州市小倉北区出身の元プロ野球選手（内野手）・コーチ・監督。

## 経歴
柳川商業では立花義家・久保康生の1年後輩に当たる。同期のエース田中和博を擁し、3番・三塁手として3年次の1977年に夏の甲子園県予選決勝へ進むが、後にプロで同僚となる吉竹春樹のいた九州産高に敗退。他の高校同期に野田雲平、林正毅（広島）がいた。
同年のドラフト3位で阪神タイガースに入団。
1981年10月2日の中日戦（ナゴヤ）に藤田平の代走で初出場。同10日の広島戦（甲子園）では池谷公二郎から放った初安打を含む4打数3安打を記録し、12日の大洋戦（甲子園）でも4打数3安打をマークしたほか、斉藤明夫から初打点を記録。オフの12月には自主トレ中に靭帯を切断。
1982年オフには山川猛との交換トレードで西武ライオンズへ移籍。新天地では石毛宏典が三塁手に転向した後の1987年から、田辺徳雄と遊撃手の定位置を争う。
1988年には60試合に先発出場。非力な打者で、公式戦での本塁打は同年9月10日に阪急戦（西宮）で3回表に古溝克之からソロ1本のみだが、それに先立つ1987年の巨人との日本シリーズ第6戦（最終戦）で三回裏に水野雄仁から貴重な追加点となるソロ本塁打を放ち、日本一に貢献。公式戦の通算本塁打0で日本シリーズで本塁打を打ったのは史上3人目で、ひとり目の荒巻淳(ランニング本塁打)・ふたり目の森下整鎮はどちらも達成時ルーキーで、清家はプロ10年目での達成だった。同シリーズでは全試合に遊撃手として先発出場したが、16打数2安打1打点にとどまる。1988年の中日との日本シリーズでは石毛が遊撃手に回り、出場は第四戦での代打の1打席(三振)とサードの守備に就いたのみだった。
1989年は田辺の成長で出番は激減。
1990年にはさらに鈴木康友の復帰や村岡耕一の獲得もあり田辺の不調にもかかわらず一軍出場なしに終わった。同年オフにヤクルトスワローズに移籍した。
1992年限りで現役を引退。
引退後は古巣・西武に復帰し、二軍守備・走塁コーチ（1993年 - 1994年, 1996年 - 1997年）、二軍育成コーチ（1995年）を務めた。西武退団後の1998年からは、動作の画像分析やデータ解析などスポーツ関連ソフトウェアを開発する「株式会社アソボウズ」に勤務し、2001年から2002年までは韓国KBO・LGツインズ一軍コーチを務めた。
LGコーチ時代は金星根監督から「西武の野球を」と言われたため、最初は総合的にバントや右打ち、一つ先の塁を狙う走塁というのを重点的に見たが、秋から冬のキャンプではクォン・ヨングァンと孫智煥を中心に鍛えた。
韓国では上下関係が厳しいため、疑問を感じても言われたままやる選手が多かったため、「納得してやってるのか?分からなかったら質問しろ」というのが口癖になった。
選手とのコミュニケーションは言葉が出来ないという問題はあったが、通訳がカバーし、韓国語は背番号で覚えて、次はハングルという順番で覚えていった。後にハングルは覚えたいという気持ちから街の看板が意味は分からなくても読めるようにはなっていき、食事も最初は辛いものには手をつけなかったのが、自然と順応していった。
韓国シリーズはW杯とアジア大会の影響で日程を大幅にずらし、11月3日に開幕したため、日本では高校時代から考えても一度もなかった寒さの中での試合を経験し、韓国でのコーチ生活の中で一番印象に残った。
帰国後は新球団の東北楽天ゴールデンイーグルスで二軍守備・走塁コーチ（2005年 - 2006年）→二軍内野守備・走塁コーチ（2007年）を務めた。
2008年からは西武一軍守備・走塁コーチに就任。片岡易之の2年連続盗塁王や今まで守備に難があった中島裕之がゴールデングラブ賞を獲得するなど功績を挙げ、同年のリーグ優勝・日本一に貢献。
2010年に退任し、同年末の秋季キャンプから2011年6月まで韓国KBO・SKワイバーンズのインストラクターを務めた
帰国後はスポーツ用品メーカーに勤務しながら、2012年から2013年まではかつてのチームメイトである大久保博元が開講した野球教室「デーブベースボールアカデミー」で講師を務めた。
2014年1月12日にSK一軍守備コーチに就任し、2015年からは二軍監督となり、日本人監督として活躍。
2020年から、神奈川県を活動拠点として結成された「GOOD・JOB女子硬式野球部」監督に就任。2021年は総監督を務めた。
2022年からは社会人野球に加盟する男子部の監督を務める。
2023年からはハナマウイ野球部に移り、コーチを務める。

## 人物
若手時代は、坂東玉三郎に似ていたことから「ライオンズの玉三郎」とのニックネームがあった。

## 詳細情報

### 年度別打撃成績
| 年 度      | 球 団      | 試 合 | 打 席 | 打 数 | 得 点 | 安 打 | 二 塁 打 | 三 塁 打 | 本 塁 打 | 塁 打 | 打 点 | 盗 塁 | 盗 塁 死 | 犠 打 | 犠 飛 | 四 球 | 敬 遠 | 死 球 | 三 振 | 併 殺 打 | 打 率 | 出 塁 率 | 長 打 率 | O P S |
| ---------- | ---------- | ----- | ----- | ----- | ----- | ----- | -------- | -------- | -------- | ----- | ----- | ----- | -------- | ----- | ----- | ----- | ----- | ----- | ----- | -------- | ----- | -------- | -------- | ----- |
| 1981       | 阪神       | 8     | 13    | 11    | 4     | 6     | 1        | 0        | 0        | 7     | 1     | 0     | 0        | 0     | 0     | 2     | 0     | 0     | 0     | 0        | .545  | .615     | .636     | 1.252 |
| 1982       | 阪神       | 3     | 2     | 2     | 0     | 0     | 0        | 0        | 0        | 0     | 0     | 0     | 0        | 0     | 0     | 0     | 0     | 0     | 0     | 0        | .000  | .000     | .000     | .000  |
| 1983       | 西武       | 3     | 4     | 3     | 1     | 0     | 0        | 0        | 0        | 0     | 0     | 0     | 0        | 1     | 0     | 0     | 0     | 0     | 2     | 0        | .000  | .000     | .000     | .000  |
| 1984       | 西武       | 6     | 2     | 2     | 1     | 0     | 0        | 0        | 0        | 0     | 1     | 0     | 0        | 0     | 0     | 0     | 0     | 0     | 1     | 0        | .000  | .000     | .000     | .000  |
| 1985       | 西武       | 12    | 14    | 12    | 1     | 1     | 0        | 0        | 0        | 1     | 0     | 0     | 0        | 1     | 0     | 1     | 0     | 0     | 3     | 0        | .083  | .154     | .083     | .237  |
| 1986       | 西武       | 11    | 21    | 20    | 2     | 8     | 0        | 0        | 0        | 8     | 2     | 1     | 0        | 0     | 0     | 0     | 0     | 1     | 2     | 0        | .400  | .429     | .400     | .829  |
| 1987       | 西武       | 72    | 174   | 152   | 18    | 34    | 6        | 0        | 0        | 40    | 8     | 1     | 1        | 14    | 1     | 7     | 0     | 0     | 29    | 2        | .224  | .256     | .263     | .519  |
| 1988       | 西武       | 94    | 205   | 181   | 13    | 35    | 12       | 1        | 1        | 52    | 19    | 0     | 2        | 8     | 1     | 13    | 1     | 2     | 25    | 6        | .193  | .254     | .287     | .541  |
| 1989       | 西武       | 6     | 3     | 3     | 0     | 0     | 0        | 0        | 0        | 0     | 0     | 0     | 0        | 0     | 0     | 0     | 0     | 0     | 2     | 0        | .000  | .000     | .000     | .000  |
| 1992       | ヤクルト   | 13    | 21    | 20    | 1     | 6     | 0        | 0        | 0        | 6     | 5     | 0     | 0        | 0     | 0     | 1     | 0     | 0     | 8     | 0        | .300  | .333     | .300     | .633  |
| 通算：10年 | 通算：10年 | 228   | 459   | 406   | 41    | 90    | 19       | 1        | 1        | 114   | 36    | 2     | 3        | 24    | 2     | 24    | 1     | 3     | 72    | 8        | .222  | .269     | .281     | .550  |

### 記録
- 初出場：1981年10月2日、対中日ドラゴンズ23回戦（ナゴヤ球場）、9回表に藤田平の代走で出場
- 初先発出場：1981年10月10日、対広島東洋カープ26回戦（阪神甲子園球場）、8番・遊撃で先発出場
- 初安打：同上、池谷公二郎から単打
- 初本塁打：1988年9月10日、対阪急ブレーブス23回戦（阪急西宮球場）、3回表に古溝克之からソロ

### 背番号
- 55（1978年 - 1982年）
- 54（1983年 - 1986年）
- 9（1987年 - 1990年）
- 7（1991年 - 1992年）
- 79（1993年 - 1997年）
- 81（2005年 - 2007年）
- 85（2008年 - 2010年、2014年 - 2015年）